# Wojna kolumbijsko-peruwiańska
Wojna kolumbijsko-peruwiańska – konflikt zbrojny trwający od 1 września 1932 roku do 1934 roku pomiędzy Republiką Kolumbii a Republiką Peru.
Konflikt dotyczył obszaru wokół miasta Leticia, który zapewniał dostęp do Amazonki. Konflikt o Leticię swój początek miał w XIX wieku natomiast jego formalne rozstrzygnięcie sięga 1922 roku. Leticia została przyznana Kolumbii w oficjalnym traktacie w 1930 roku, natomiast konflikt wznowiony został w 1932 roku, gdy siły peruwiańskie wkroczyły na teren Leticii. Konflikt o Leticię zakończony został w roku 1934 dzięki interwencji Ligi Narodów, co skończyło się podpisaniem traktatu pokoju i przyjaźni między Kolumbią i Peru. 